# Sir John Soane's Museum

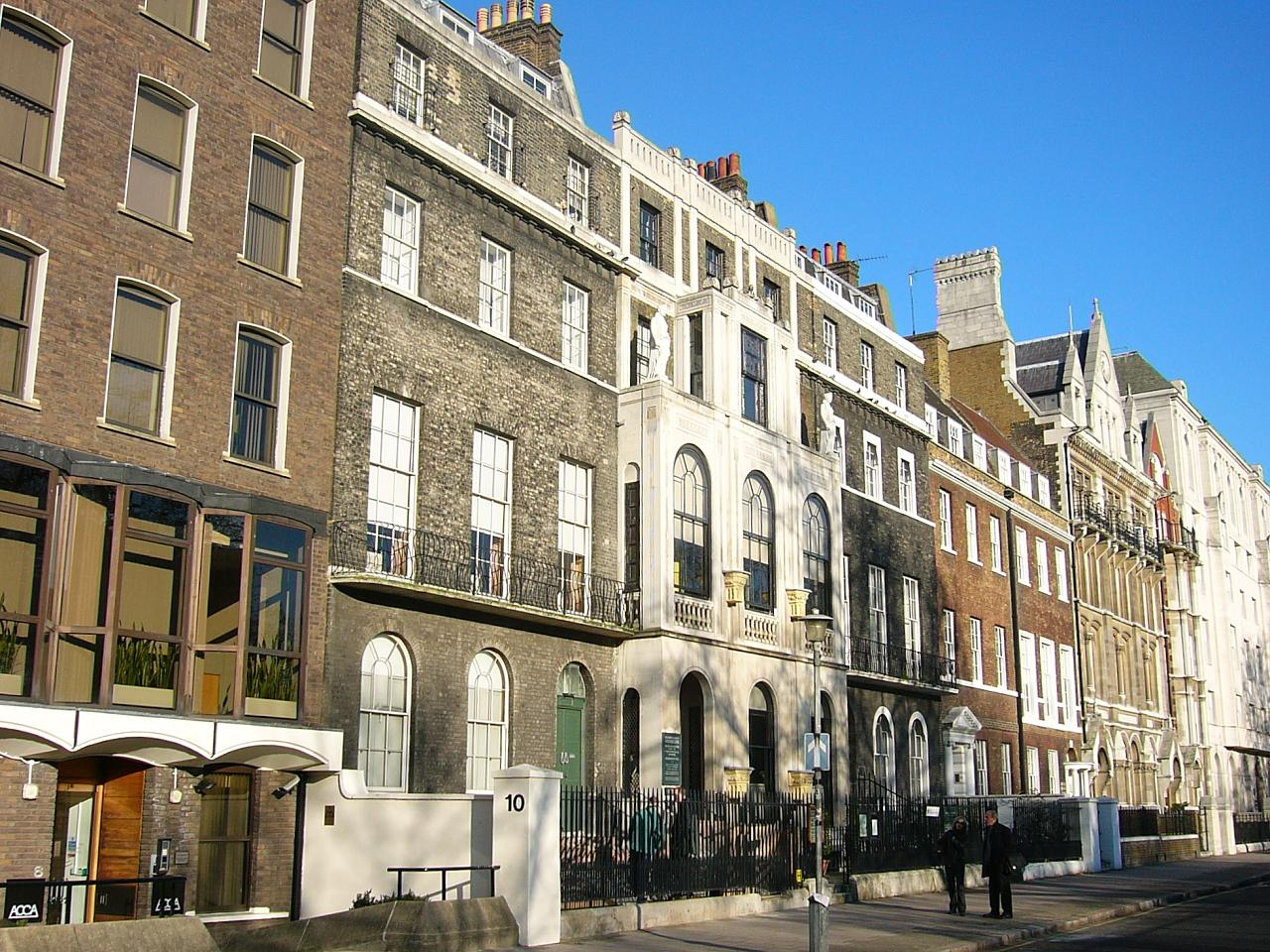
Lincoln's Inn Fields med Sir John Soane's Museum.

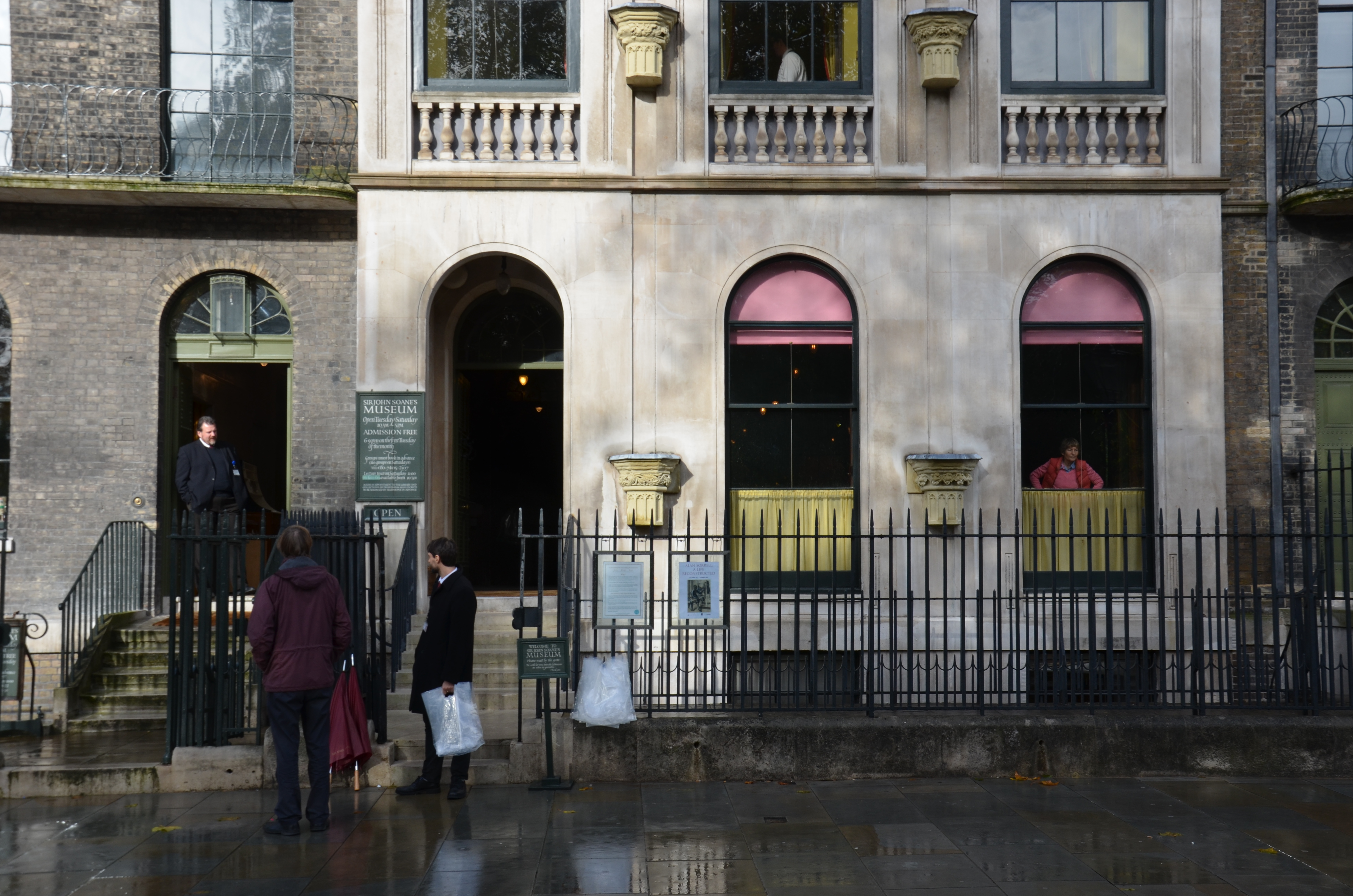
Entrén till Sir John Soane's Museum.

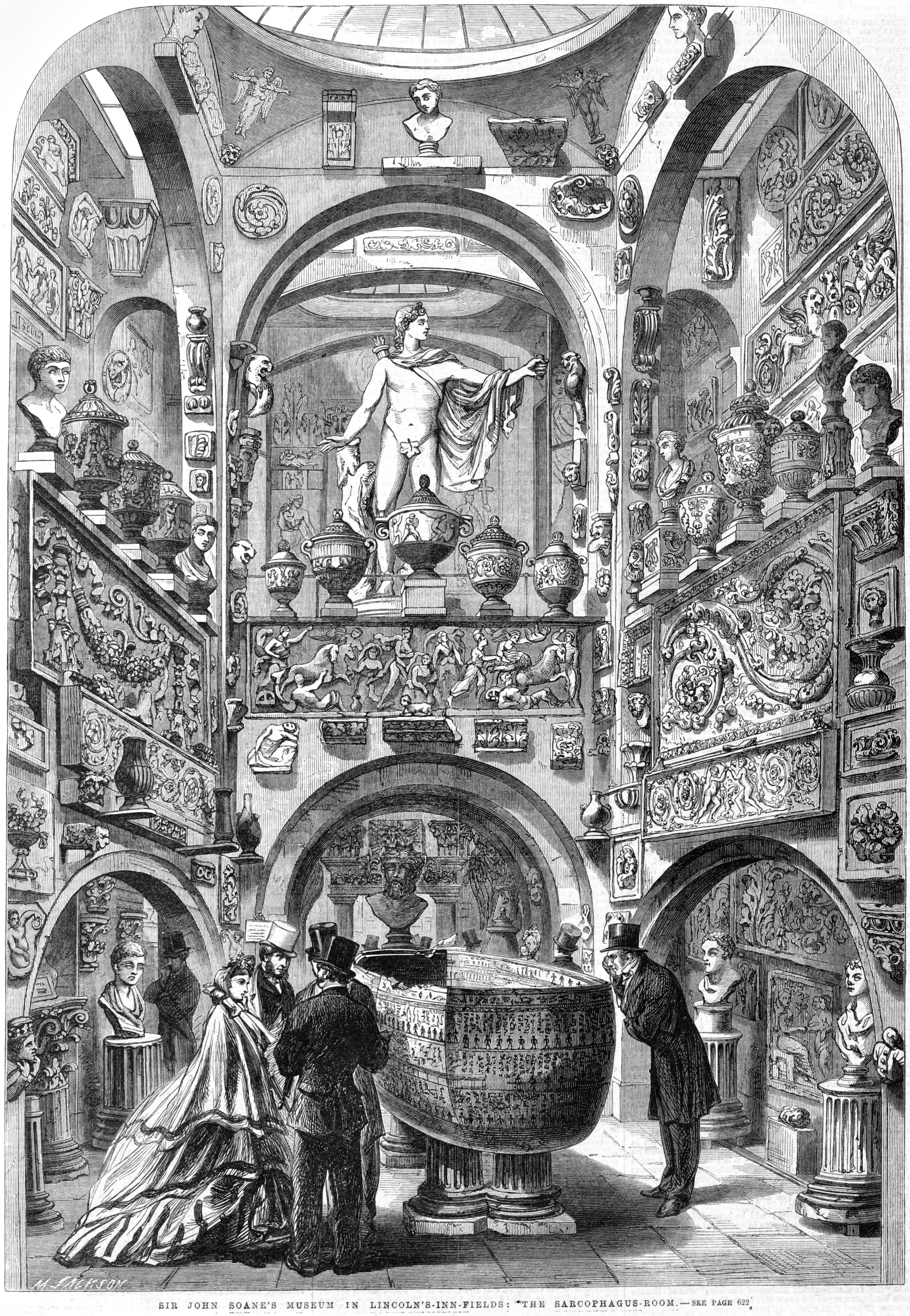
Seti I:s sarkofag i Sepulchral Chamber i mitten av museidelen i bakre delen av fastigheten, från Illustrated London News 1864.

Sir John Soane's Museum är ett kulturhistoriskt museum i London.
Museet ligger i John Soanes tidigare hem vid nr 13 Lincoln's Inn Fields i Holborn i centrala London. Det drivs av en offentlig institution och finansierad av staten genom minsteriet för kultur, media och sport. I museets samlingar finns ritningar och modeller av John Soane's projekt samt dennes samlingar av målningar, teckningar och antikviteter.

## Historik
John Soane byggde om tre hus vid norra sidan av Lincoln's Inn Fields mellan 1792 och 1812. Åren 1808–09 byggde han en ateljé och ett privat museum på platsen för tidigare stallar. År 1812 byggde han om fronten mot gatan genom att lägga till en kalkstensfasad.
John Soane grundade museet under sin livstid och fick 1833 igenom en egen förordning om detta, The Soane Museum Act, i parlamentet, vilken sedan trädde i kraft vid Soane's död 1837. Enligt förordningen skulle den centrala fastigheten med gatunummer 13 bibehållas "så noga som möjlgt" i det skick det hade vid Soane's död. Förordningen syftade till att undvika att Soane's förmögenhet skulle ärvas av sonen George, med vilken John Soane hade legat i luven under lång tid.
Sir John Soane's Museum är nu en statlig institution för arkitektur. Det har sedan 1998 varit föremål för flera restaureringsprogram, det senaste med början 2011 och planerat färdigställande under 2015.

## Fastigheten
De mest omtalade delarna av huset är de som ligger i husets baksida: atriet, kolonnraden och museumkorridoren. Där finns i huvudsak ljusintag uppifrån, vilka utnyttjar idéer om den finurliga belysning ovanifrån som John Soane utvecklade för bankhallarna i Bank of Englands huvudkontor. Det intrikat formgivna bildgalleriet har rörliga väggar som stora skåpdörrar, vilket gör att det kan härbägera tre gånger så många föremål som ett sådant utrymme normalt rymmer.  
De vardagliga rummen i nummer 13 finns i delen som vetter mot gatan. De har också en del subtila finesser. Det välvda taket i frukostrummet har inbyggda konvexa speglar och har inspirerat arkitekter från olika länder.

## Samlingar
John Soane kunde, efterhand som hans arkitektverksamhet blomstrade, inköpa artefakter av hög klass, däribland Seti I:s sarkofag i alabaster, täckt av egyptiska hieroglyfer, vilken hade upptäckts av Giovanni Battista Belzoni. Den köptes av Soane i maj 1824 för 2.000 pund
Bland andra äldre antikviteter finns grekiska och romerska bronser från Pompeji, fragment av romersk mosiaik, grekiska vaser, grekiska och romerska byster samt fragment av skulptur- och arkitektoniska dekorationer. 
Från medeltid finns främst fragment av arkitektonisk utsmyckning, huvudsakligen från det tidigare Palace of Westminster i London.
Av skulpturer finns I samlingarna en kopia i liten skala av skulpturen Artemis från Efesos. Där finns också gipsavgjutningar av Afrodite från Knidos och Apollo di Belvedere.
I museet finns också en omfattande samling av 252 husmodeller, inklusive 118 av Soanes egna byggnader samt modeller av antika romerska och grekiska byggnader i gips eller kork.

## Bildgalleri

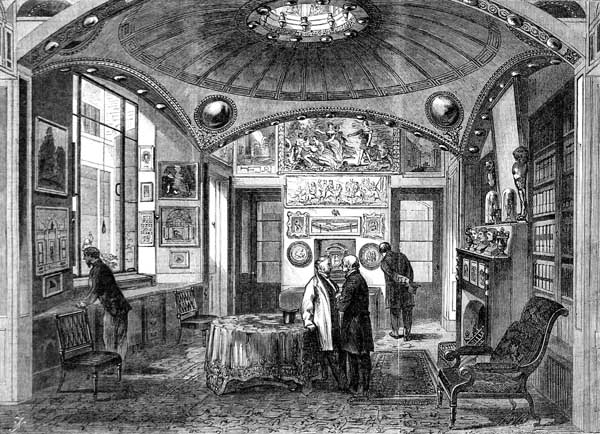
Frukostrummet, från Illustrated London News 1864.
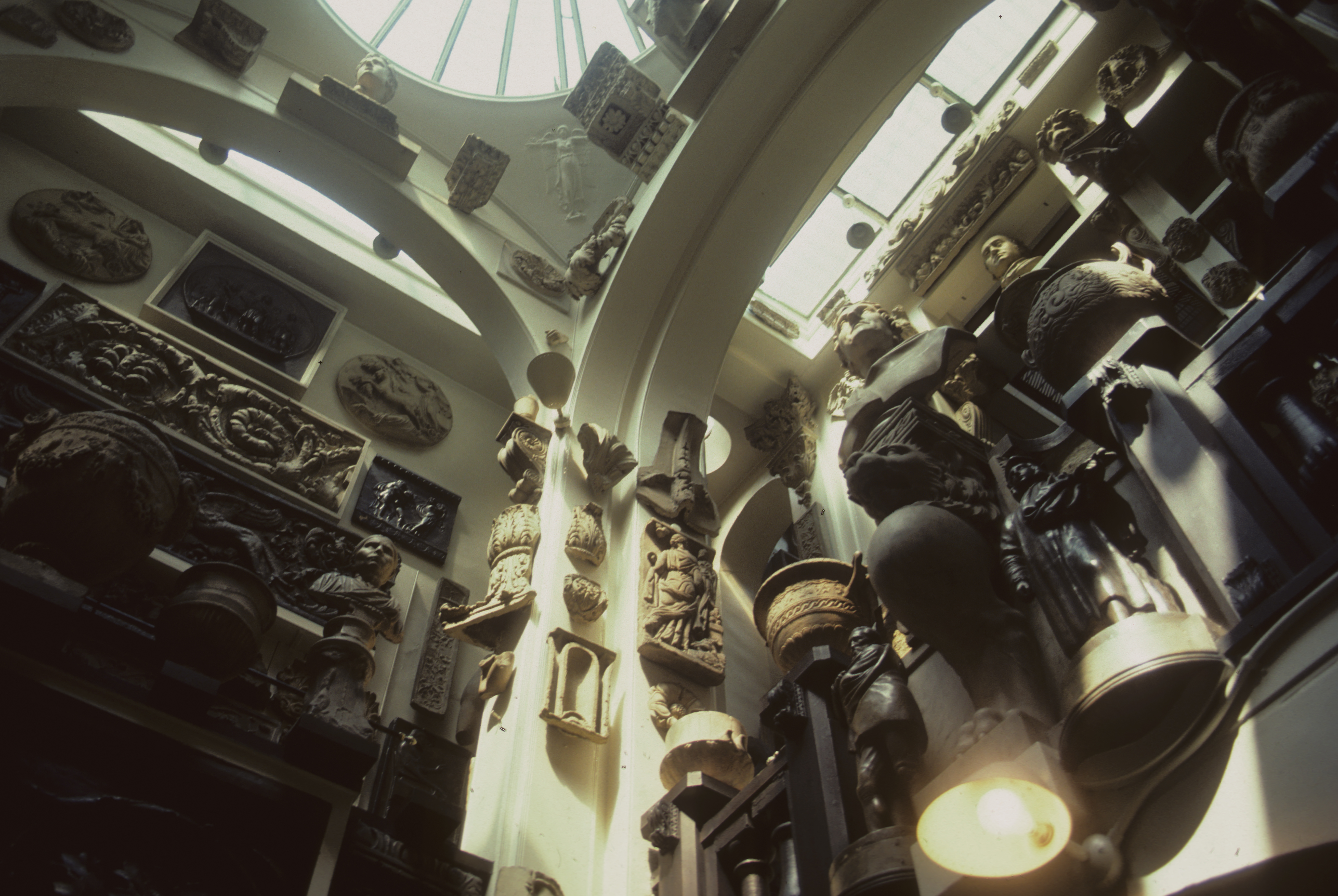
Museet har idag i huvudsak samma hopträngda hängning, som John Soane själv införde.
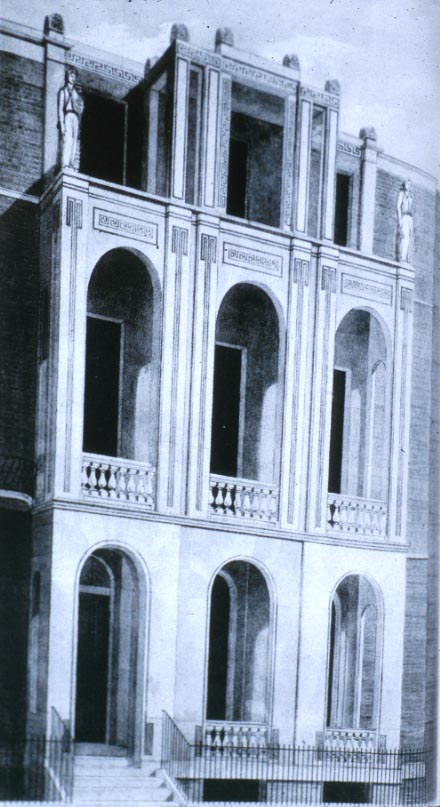
Fasaden på nummer 13 omkring 1812. De öppna loggiorna har sedermera glasats in.
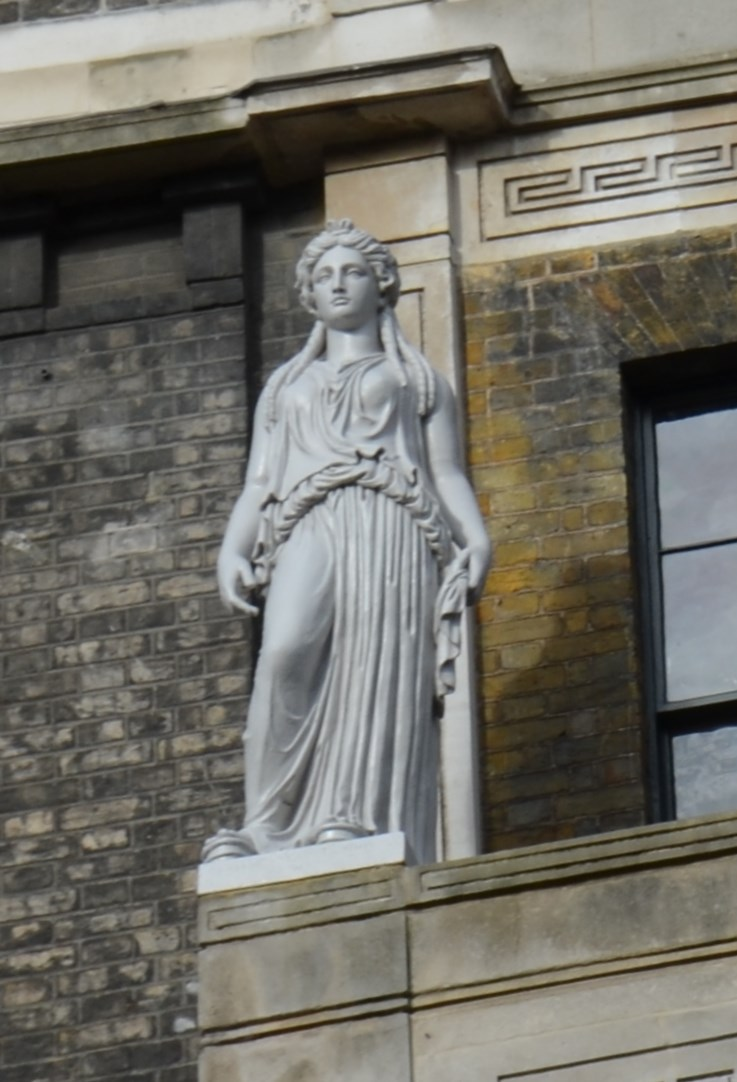
Fasadskulptur